# Протокултура (аниме)
Протокултура је појам из научно-фантстичних аниме серија Супердимензионална тврђава Макрос и њене америчке адаптације у виду Роботека. Дефиниција Протокултуре се драстично разликује у ова два серијала.

## Протокултура у Макросу
У анимираној серији Супердимензионална тврђава Макрос и њеним наставцима, Протокултура је била прва цивилизација у познатом универзуму, која је основала Звездану републику која је контролисала већину Млечног пута. Они су генетичким путем утицали на већ постојећи живот на Земљи како би подстакли настанак људске врсте, а такође су путем генетичког инжењерига створили џиновску расу Зентраеда да би ратовали у њихово име. Међутим, када је унутрашњи сукоб постао неизбежан, они су створили расу супер-Зентраеда са изузетним моћима. На њихову несрећу, супер-Зентраеде су запосела створења из паралелног универзума. Протодевилни, како су се називали, су се хранили спиритијом (спиритуалном енергијом) Протокултуријанаца и Зентраеда, а неке од њих су испирањем мозга претворили у своју војску, али их је поразила заробљена група Протокултуријанаца под именом Анима Спиритија. (видети Макрос 7).
На крају је разарајући рат са Зентраедима резултовао уништењем Звездане републике и Протокултура је уништена пре 500.000 година. Међутим, 2009. године, када су се Зентраеди срели са људима на Земљи - интелигентим бићима, мањих од њих, која су поседовала емоције и културу, су поверовали да су наишли на остатке Протокултуре и покушали су да их униште.

## Протокултура у Роботеку
У Роботеку, америчкој адаптацији Макроса са Јужним крстом и Моспеадом, протокултура је била моћан извор енергије и катализатор генетичког инжењеринга.
У Легендама Зора, шестоделне мини-серије стрипова које је издавао Етернити Комикс почетком 1990их, објашњено је порекло и употреба протокултуре. Зор, млади научник са планете Тирол, је био део велике међупланатарне научне експедиције. На једном делу експедиције, Зор је слетео на планету Оптеру, која је била дом инсектоликој раси Инвида. Инвиди су од Зора научили тајне генетског инжењеринга, док је Зор од њих сазнао тајне Цвећа живота, биљке која је доминирала планетом и служила као храна Инвидима.
Прерадом Цвећа живота створена је протокултура. Због похлепе и жељом за моћи тиролске владе, планета Оптера је опустошена због прикупљања Цвећа живота од стране Тиролаца. Ово је испровоцирало Инвиде да створе своју војску и нападну Господаре Роботека, тј. Тиролце. Након што је по наређењу тиролског императора убијен Зоров отац, Зор је одлучио да уништи све фабрике протокултуре Господара Роботека. Зор је једину преосталу фабрику протокултуре сакрио унутар експерименталног брода SDF-1. Брод се ускоро срушио на Земљу и поставио сцену за догађаје из оригиналне серије.